# Camille Bellaigue
Camille Bellaigue est un critique musical et musicographe français né à Paris le 24 mai 1858 et mort dans la même ville le 3 octobre 1930. Après Arthur Pougin, il est l'un des premiers biographes français de Giuseppe Verdi, le premier après la mort du compositeur dont il publie la biographie critique en 1912, la dédiant à Arrigo Boito.

## Biographie
Petit-fils de Claude Bellaigue et de René Piéron, et fils d'Antonin Bellaigue, Camille Bellaigue naît le 24 mai 1858 à Paris[De qui ?].
Élève d'Antoine-François Marmontel, il obtient un premier prix de piano au Conservatoire de Paris en 1878. Collaborateur du Correspondant, il entre à la Revue des deux Mondes en 1885. Qualifié d'« écrivain élégant mais superficiel », il est porté par son idée morale de la mélodie (Charles Gounod) et son opposition aux musiques nouvelles (César Franck ou Claude Debussy).
L’Académie française lui décerne le prix Vitet en 1894 pour Psychologie musicale.
Maurrassien et camérier de Pie X, marié à la nièce de Herman Hoskier, il est le père de Marie-Élisabeth Bellaigue, épouse de Jacques Vendroux et amie intime d'Yvonne de Gaulle,  et de Jean Camille Bellaigue. Il meurt à Paris le 4 octobre 1930.

### Anecdote
De Paul Léautaud, dans son Journal littéraire au 3 décembre 1907 : « Laloy […] se trouvait dimanche dernier chez Gourmont. Il expliquait qu’il venait d’achever un Rameau pour  Félix Alcan. D’abord peu attiré par ce travail, l’intérêt l’avait pris ensuite et il se déclarait très content de son ouvrage. "Le seul ennui, disait-il, c’est d’être dans une collection, et à côté de cet imbécile de Camille Bellaigue, le critique musical le plus bête que je connaisse. — Mon Dieu, lui ai-je dit, il faudrait savoir ce que dit Bellaigue. Il se dit peut-être : le seul ennui, c’est d’être dans une collection, et à côté de cet imbécile de Laloy ?" Ce pauvre Laloy, qui ne paraît pas avoir grand esprit, était un peu effaré, pendant que riaient Gourmont et son frère. »

## Giuseppe Verdi
« Fidèle ami français de Verdi », Camille Bellaigue consacre de nombreux écrits au compositeur italien d'opéras de la période romantique Giuseppe Verdi. En 1912 il publie une biographie du musicien : Verdi. Biographie critique qu'il dédie à son autre grand ami Arrigo Boito « En souvenir du maître [qu'ils ont] aimé ». Dans une lettre qu'il lui adresse quelques années après la mot de Verdi, Boito met cependant en garde le catholique Bellaigue : « Dans le sens idéal, moral, social, c'était un grand chrétien, mais il faut bien se garder de le présenter comme un catholique au sens politique et strictement théologique du mot : rien ne serait plus contraire à la vérité. ».

## Œuvre
- La nature dans la musique, Revue des deux mondes, 1er février 1888, p. 609-643.
- Psychologie musicale, 1993
- Silhouettes de Musiciens, 1898
- Études musicales, 1903
- Époques de la musique, 1909
- Mozart, la vie et l'art. Catalogue général des œuvres, 1907
- Gounod, 1907
- Etudes musicales. Troisième série, Paris, Ch. Delagrave, 1907, 395 p.
- Verdi. Biographie critique, Paris, Henri Laurens, collection « Les musiciens célèbres », 1912, notice BNF (lire en ligne)
- Pie X et Rome. Notes et souvenirs. 1903-1914, Paris, 1916,
- Échos de France et d'Italie, 1919
- À Travers le répertoire lyrique. XIII : Les Noces de Figaro ; In La Revue universelle. Tome XIV, 1er Juillet 1923, Jacques Bainville, directeur.
- À Travers le répertoire lyrique. XIV : La Dame blanche ; In La Revue universelle. Tome XIV, 1er Juillet 1923, Jacques Bainville, directeur.